# Roberto Alonge
Roberto Alonge (Torino, 29 aprile 1942) è un critico teatrale italiano.

## Biografia
Dopo la laurea conseguita in lettere moderne all'Università di Torino nel 1966, con una tesi sul teatro cinquecentesco dei Rozzi di Siena (relatori Giovanni Getto e Giorgio Barberi Squarotti), ha lavorato con Getto, presso la cui cattedra è stato assistente volontario di letteratura italiana prima di ricoprire incarichi di insegnante e di preside nella scuola media superiore.
Nel marzo 1972 ha ottenuto la libera docenza (l'antenata del dottorato di ricerca) in Storia del Teatro, esercitandola nell'Ateneo torinese a partire dal successivo anno accademico. È diventato professore associato di Storia del Teatro nel 1983, e professore ordinario tre anni più tardi.
Visiting professor in numerose università francesi (quelle di Saint-Étienne, Clermont-Ferrand, Besançon, Lilla, Lione e Paris 3), dove ha ricoperto importanti incarichi accademici, Alonge è stato inoltre promotore della nascita del DAMS torinese, membro del consiglio di amministrazione del Teatro Regio di Torino (nominato politicamente nell'ambito della Lega Nord) e presidente dell'IRRE Piemonte con l'appoggio di Giorgio Chiosso.
Ha fondato tre riviste, tutte incentrate sul teatro: nel 1988 Il castello di Elsinore, nel 2002 la pirandelliana Angelo di fuoco (che ha chiuso presto i battenti) e nel 2004 la rivista di scandinavistica dello spettacolo North-West Passage.
Autore di molte pubblicazioni di critica teatrale, segnatamente su Pirandello, Ibsen e Goldoni e più in generale sull'età moderna e contemporanea, ha curato diverse edizioni critiche e, assieme a Guido Davico Bonino, l'einaudiana Storia del teatro moderno e contemporaneo, in 4 volumi (2000-2004).

## Pubblicazioni principali
- Il teatro dei Rozzi di Siena, Firenze, Olschki, 1967
- Pirandello tra realismo e mistificazione, Napoli, Guida, 1972
- Storia della letteratura italiana (con G. Getto, G. Baldi, G. De Rienzo), Milano, Rizzoli, 1972
- Cultura, lavoro intellettuale e lotta di classe (con F. Berardi, P. Bertetto, R. Tessari), Napoli, Guida, 1973
- Teatro e società nel Novecento, Milano, Principato, 1974
- Immagini del teatro contemporaneo (con R. Tessari), Napoli, Guida, 1978
- Missiroli: "I giganti della montagna" di Luigi Pirandello, Torino, Multimmagini, 1980
- Epopea borghese nel teatro di Ibsen, Napoli, Guida, 1984
- Lungo viaggio verso il silenzio. L'allestimento di Massimo Castri del "Piccolo Eyolf", Torino, Tirrenia Stampatori, 1985
- Studi pirandelliani. Dal testo al sottotesto (con A. Bouissy, L. Gedda, J. Spizzo), Bologna, Pitagora, 1986
- Teatro e spettacolo nel secondo Ottocento, Roma-Bari, Laterza, 1988
- Ibsen. L'opera e la fortuna scenica, Firenze, Le Lettere, 1995
- Madri, baldracche, amanti. La figura femminile nel teatro di Pirandello, Genova, Costa & Nolan, 1997
- Luigi Pirandello, Roma-Bari, Laterza, 1997
- Manuale di storia del teatro. Fantasmi della scena d'Occidente (con R. Tessari), Torino, Utet-Libreria, 2001
- Il teatro di Massimo Castri, Roma, Bulzoni, 2003
- Goldoni. Dalla commedia dell'arte al dramma borghese, Milano, Garzanti, 2004
- Donne terrifiche e fragili maschi. La linea teatrale D'Annunzio-Pirandello, Roma-Bari, Laterza, 2004
- Mirra l'incestuosa. Ovidio Alfieri Ristori Ronconi, Roma, Carocci, 2005
- Asini calzati e vestiti. Lo sfascio della scuola e dell'Università dal '68 a oggi, Torino, Utet, 2005
- Il teatro dei registi. Scopritori di enigmi e poeti della scena, Roma-Bari, Laterza, 2006
- Nuovo manuale di storia del teatro. Quell'oscuro oggetto del desiderio, Torino, Utet Università,  2008
- Goldoni il libertino. Eros violenza morte, Bari-Roma, Laterza, 2010
- Fedra: un millenario mito maschile (con F. Carpanelli), Catania, Bonanno, 2010